# Tanystylum birkelandi
Tanystylum birkelandi là một loài nhện biển trong họ Ammotheidae. Loài này thuộc chi Tanystylum. Tanystylum birkelandi được miêu tả khoa học năm 1979 bởi Child.